# Krakov
Krakov (polj.: Kraków, češki: Krakov, franc.: Cracovie, njem.: Krakau, lat.: Cracovia, litvanski: Krokuva, ukr.: Краків, jidiš: Kroke) je grad u južnoj Poljskoj. Bivši (1038. – 1596.) glavni grad Poljske. Važan kulturni, gospodarski, komunikacijski i turistički centar. Grad leži na obalama rijeke Visle, jedan je od najstarijih i drugi po veličini grad u Poljskoj. U Krakovu živi 760 000 stanovnika (podjednak broj stanovnika ima i Zagreb). Krakov je i prijestolnica Malopoljskog (Małopolskiego) vojvodstva, grad sa statusom kotara (powiat), kao i sjedište Krakovskog kotara (powiat krakowski).
Povijesna gradska jezgra (Krakovsko staro mjesto) uvrštena je od 1978. u UNESCO-ov popis mjesta svjetske baštine u Europi kao prvo mjesto uopće u svijetu koje je uvršteno na tu listu.

## Povijest
Krakov je jedan od najstarijih poljskih gradova. Na prostoru današnjeg Krakova su živjeli Bijeli Hrvati, preci današnjih Hrvata. Prema legendi ga je osnovao vojvoda Krak koji je na tom mjestu ubio zmaja. Prvi povijesni spomen grada datira iz 966. godine kad ga je židovski putopisac Abraham ben Jacob opisao kao značajno trgovačko naselje. Krakov je bio glavno naselje slavenskog plemena Vislani, a kratko vrijeme je bio dio Velikomoravske Kneževine. Nakon njezinog pada pod Mađare postao je dio Češke.
U 10. st. se osamostalila dinastija Pjastovića i osnovala prvu poljsku državu s Krakovom kao glavnim gradom. Na brdu Wawelu se gradi kraljevski dvorac i katedrala. Krakov je službeni glavni grad Poljskog Kraljevstva od 1038. godine. 1241. ga ruše Mongoli, ali je do 1257. obnovljen. 1311. se vojvoda Albert pobunio protiv kralja i u grad naselio mnogo Nijemaca koji su kasnije prihvatili poljski jezik. Od 1320. se poljski kraljevi krune u Krakovu (dotad su se krunili u Gnieznu).
God. 1364. je kralj Kazimir III. Veliki osnovao Krakovsku akademiju kao drugo sveučilište u Srednjoj Europi nakon sveučilišta u Pragu. Grad se jače razvijao u 14. i 15. st. kao glavni grad moćne Poljsko-Litvanske Unije. U gradu su djelovali mnogi renesansni umjetnici. Kao značajan trgovački centar je postao dio Hanze (udruženja trgovačkih gradova). U gradu je bilo mnogo Židova i sagrađena je jedna od prvih sinagoga u Europi.
Značenje grada naglo slabi nakon 1596. kad je glavni grad preseljen u Varšavu koja je smještena mnogo bliže središtu države, a Krakov je položen rubno. U 18. st. Poljsku napadaju i dijele susjedne države. Krakov je pripao Habsburškoj Monarhiji i postao dio pokrajine Galicije. 1794. je Tadeusz Kościuszko na glavnom trgu u Krakovu pokrenuo pobunu Poljaka protiv strane vlasti. Tijekom Napoleonove vlasti je postojalo slobodno Veliko Varšavsko Vojvodstvo koje je propalo nakon njegovog sloma. Na Bečkom kongresu je obnovljena podjela Poljske, ali je Krakov postao samostalan grad (Slobodni grad Krakov).
Krakov je ostao samostalan do ustanka 1846. nakon kojeg je ponovo pripao Habsburškoj monarhiji unutar koje je osnovano Veliko krakovsko vojvodstvo. Nakon 1866. Galicija dobiva veću samoupravu. Poljaci su u habsburškom dijelu podijeljene Poljske imali mnogo veću samoupravu nego u ruskom i njemačkom, te se u Krakovu mogla razvijati poljska kultura. Zbog toga se Krakov smatra kulturnom prijestolnicom Poljaka (poljska Atena). Početkom 20. st. su u grad uklopljena okolna naselja te je broj stanovnika grada udvostručen.
Tijekom 1. svj. rata su grad opsjedali Rusi, a Poljaci su vodili borbu za samostalnost. Nakon rata je stvorena samostalna Poljska u kojoj je Krakov postao drugi najvažniji grad, nakon Varšave. Tijekom 2. svj. rata je u Krakovu bilo sjedište njemačke okupacijske vlasti u Poljskoj. Nijemci su za krakovske Židove osnovali geto i većina ih je pobijena. Nijemci su uhićivali i ubijali mnoge poljske intelektualce (posebno profesore s krakovskog sveučilišta).
Nakon rata se pod komunističkom vlašću provodi industrijalizacija i gradi se industijski kompleks Nowa Huta u predgrađu (posebno je značajna željezara). 1978. je krakovski nadbiskup Karol Wojtyła postao papa Ivan Pavao II. Iste godine je povijesna jezgra Krakova dobila čast da bude prvo mjesto upisano na listu svjetske baštine UNESCO-a.

## Zemljopis
Krakov se nalazi na jugu Poljske na rijeci Visli. Smješten je u dolini ispod Karpata. U prostoru grada s okolicom ima mnogo prirodnih rezervata i ostalih oblika zaštite prirode. Nedaleko od grada na zapadu je Šleska, rudarsko-industrijsko područje južne Poljske.
Klima je umjerena. Ljetne temperature nisu pretjerano visoke i ljeti ima više padalina.

## Upravna podjela
Krakov je od 1991. godine podijeljen na 18 oblasti (dzielnica) od kojih svaka ima određeni stupanj autonomije i općinsku upravu: Stare Miasto (I), Grzegórzki (II), Prądnik Czerwony (III), Prądnik Biały (IV), Krowodrza (V), Bronowice (VI), Zwierzyniec (VII), Dębniki (VIII), Łagiewniki-Borek Fałęcki (IX), Swoszowice (X), Podgórze Duchackie (XI), Bieżanów-Prokocim (XII), Podgórze (XIII), Czyżyny (XIV), Mistrzejowice (XV), Bieńczyce (XVI), Wzgórza Krzesławickie (XVII), i Nowa Huta (XVIII).

## Znamenitosti
Krakovsko staro mjesto (Stare Miasto), povijesno središte grada, ima mnogo kulturno-povijesnih spomenika iz raznih stilova i razdoblja gradske povijesti. Glavni trg (Rynek Główny) je najveći trg u Europi koji potječe iz srednjeg vijeka. Na njemu je znamenita gotička Bazilika sv. Marije (Kościół Mariacki) s poznatim oltarom Veita Stossa, ali i druge crkve kao što su Crkva sv. Vojtjeha (Kościół św. Wojciecha) i Crkva sv. Barbare. Cijeli trg je okružen kućama u nizu (kamienice) i bogatijim rezidencijama, a u sredini je jedna od najvećih znamenitosti trga,renesansna cehovska građevina Sukiennice s brojnim trgovinama i Nacionalnom umjetničkom galerijom na katu. Trgom dominira toranj bivše gradske vijećnice (Wieża ratuszowa).
Najvažnije gradske znamenitosti, kao što su katedrala i kraljevski dvorac, su smještene upravo na brdu Wawel. Katedrala sv. Stanislava i Vaclava se smatra poljskim nacionalnim svetištem i u njoj su pokopani poljski kraljevi i mnogi ugledni Poljaci. Svetište Božjeg milosrđa  je nova bazilika u kojoj su posmrtni ostaci sv. Faustine Kowalske.
Najvažnija znamenitost u okolici grada je stari rudnik soli Wieliczka koji je otvoren za turiste i nalazi se na UNESCO-ovom popisu svjetske baštine. Unutar rudnika postoje brojne skulpture i poznata podzemna kapelica.

## Stanovništvo
Prema podacima iz 2006. u Krakovu je živjelo oko 2% ukupne populacije Poljske i 23% populacije pokrajine Małopolskie. Prije Drugog svjetskog rata u Krakovu je bila značajna populacija etničkih manjina (npr. oko 20.9% stanovnika je izjavljivalo da im je jidiš prvi jezik), no tijekom rata ona je značajno umanjena. Prema popisu 2002. godine u gradu su etnike manjine bile: Slovaci (1,572), Ukrajinci (472), Židovi (50), Armenci (22), no Romi, kojih je službeno bilo 1,678, vjerojatno broje oko 5,000.

## Obrazovanje
- Jagielonsko sveučilište koje je osnovano 1364. godine je najstarije sveučilište u Poljskoj i drugo najstarije u središnjoj Europi.
- Poljska akademija učenja, druga poljska ustanova koja je na razini akademije znanosti i umjetnosti

## Sport
Nogomet je najpopularniji sport u gradu i najveću potporu navijača imaju nogometni klubovi Wisla Krakow, koji je osvojio poljsko nogometno prvenstvo 12 puta, i Cracovia Krakow, koji je prvenstvo osvojio 5 puta. Ostali nogometni klubovi su: Hutnik Kraków, Wawel Kraków i Garbarnia Kraków. U gradu djeluju i šestostruki poljski hokejski prvak Cracovia Kraków, ženski košarkaški klub Wisła Kraków (osvajač 20 prvenstava Poljske) i ragbi klub Juvenia Kraków. 
Maratonska utrka, Cracovia maraton, s preko tisuću natjecatelja iz više od dvadesetak zemalja se održava svake godine od 2002.[103]

## Gradovi prijatelji
Krakov ima ugovore o partnerstvu s preko 30 gradova širom svijeta:
| - Zagreb, Hrvatska (još od 1975.) - Frankfurt na Majni, Leipzig i Nürnberg, Njemačka - Bratislava, Slovačka - Rochester, Cambridge i San Francisco, SAD - Budimpešta i Pečuh, Mađarska - Curitiba, Brazil - Edinburgh, UK - Fes, Maroko | - Göteborg, Švedska - Innsbruck, Austrija - Kijev i Lavov, Ukrajina - Lahore, Pakistan - La Serena, Čile - Leuven, Belgija - Firenca i Milano, Italija - Bordeaux i Orléans, Francuska | - Quito, Ekvador - Seville, Španjolska - Solothurn, Švicarska - Tbilisi, Gruzija - Veliko Trnovo, Bugarska - Vilnius, Litva |

## Vanjske poveznice
- Krakov: Grad s Dušom  Arhivirana inačica izvorne stranice od 16. rujna 2011. (Wayback Machine) na hostelsclub.com (Posjećeno 8. prosinca 2010.)

### Ostali projekti
|  | Zajednički poslužitelj ima stranicu o temi Krakov |